# Garech Browne
Garech Domnagh Browne (25 juin 1939 - 10 mars 2018) est un collectionneur d'art irlandais, un mécène notable des arts irlandais, de la musique traditionnelle irlandaise en particulier. Il est souvent connu sous l'appellation irlandaise de son nom, Garech de Brún, ou encore Garech a Brún, en particulier en Irlande.

## Famille
Il est l'aîné des trois fils de Dominick Browne (4e baron Oranmore et Browne) et de sa seconde épouse, Oonagh Guinness, fille de Arthur Ernest Guinness, le deuxième fils du 1er comte d'Iveagh. Oonagh est une riche héritière de la fortune Guinness et la plus jeune des trois "Golden Guinness Girls". Le père de Garech, Lord Oranmore et Browne, siège à la Chambre des lords pendant 72 ans, jusqu'à sa mort à l'âge de 100 ans en août 2002, sans jamais parler dans un débat.
Comme ses deux parents se sont mariés trois fois, Garech a deux belles-mères et deux beaux-pères, ainsi qu'un certain nombre de demi-frères et sœurs plus âgés. Son seul propre frère, Tara Browne (en) est un jeune mondain londonien dont la mort à l'âge de 21 ans dans un accident de voiture dans le West End de Londres inspire John Lennon lors de l'écriture de la chanson A Day in the Life avec Paul McCartney . Garech fait ses études à l'Institut Le Rosey, en Suisse. Bien que membre de la grande famille Guinness, il ne participe pas activement à son activité brassicole.
En 1981, Browne épouse la princesse HH Harshad Purna Devi de Morvi à Bombay (aujourd'hui Mumbai).

## Mécène des Arts
En Irlande, Browne vit à Luggala, au cœur des montagnes de Wicklow, dans le comté de Wicklow. La maison, qu'il a héritée de sa mère, est diversement décrite comme un château ou un pavillon de chasse de grandes proportions. En 2008, il y a un vol majeur d'argent et de livres rares à Luggala . dont est soupçonné Randal MacDonnell. Tandis que MacDonnell était au château, Browne remarque « la disparition de la maison d'objets en argent géorgien et autres objets de valeur », résultant en une « dispute fulgurante » et la fuite de MacDonnell de ce qu'on appelait « l'affaire de la théière en argent » à Prague .
Un livre de 2012, Luggala Days, de Robert O'Byrne détaille à la fois l'histoire de Luggala et de la vie de Garech .
Garech est un ami et mécène de l'artiste Francis Bacon et, en janvier 2017, est présenté dans le documentaire de la BBC Francis Bacon: A Brush with Violence. 
Browne est décédé à Londres, le 10 mars 2018, à l'âge de 78 ans .
Dans son testament, il lègue à la ville de Galway les restes de granit d'une «porte en arc» médiévale. L'emplacement de cette porte, qui n'a pas été mentionné par Browne, est resté un mystère pendant plus d'un an après sa mort. Il est découvert sur le terrain du domaine Luggala en 2019. Selon un historien de Galway, la porte pourrait avoir fait partie des défenses de la ville au 17e siècle, et a ensuite été retirée de la ville par l'ancêtre direct de Browne et noble de Galway, Lord Oranmore et Browne, pour être amenée à Castle MacGarrett, juste à l'extérieur de Claremorris dans le comté de Mayo. La porte était l'un des nombreux objets laissés à l'État irlandais par Browne .
Un portrait de Browne garçon, peint à Luggala par Lucian Freud, est vendu en mars 2019 pour 6,7 M €,.

## Musique traditionnelle irlandaise
Browne est l'un des principaux partisans de la renaissance et de la préservation de la musique traditionnelle irlandaise, à travers son label Claddagh Records qu'il a fondé avec d'autres en 1959. Son ancienne maison, Woodtown Manor près de Dublin, est pendant de nombreuses années un lieu accueillant pour les poètes, écrivains et musiciens irlandais. Le groupe folk-pop Clannad y fait de nombreux enregistrements de musique.
Garech joue un rôle déterminant dans la formation du groupe folklorique irlandais traditionnel The Chieftains. En 1962, après avoir créé Claddagh Records, il demande à son ami, le célèbre uileann piper Paddy Moloney, de former un groupe pour un album unique. Moloney répond avec le premier line-up du groupe, qui a ensuite connu un succès commercial international .
Il est longuement interviewé pour le programme de musique traditionnelle Grace Notes sur RTÉ lyric fm le 18 mars 2010 .